# Raja asterias
Raja asterias es una especie de pez de la familia de los Rajidae en el orden de los Rajiformes.

## Morfología
Los machos pueden llegar a alcanzar los 70 cm de longitud total.

## Reproducción
Es ovíparo y las hembras ponen huevos envueltos en una cápsula córnea.

## Alimentación
Come animales bentónicos. 

## Hábitat
Es un pez de mar y de Clima subtropical (45 º N-35 º N) y demersal que vive hasta los 343 m de profundidad. 

## Distribución geográfica
Se encuentra en el Mar Mediterráneo.

## Observaciones
Es inofensivo para los humanos. 